# Botrychium tenellum
Botrychium tenellum là một loài dương xỉ trong họ Ophioglossaceae. Loài này được Ångstr. mô tả khoa học đầu tiên năm 1854.
Danh pháp khoa học của loài này chưa được làm sáng tỏ. 